# Хронологична таблица за откриване и изследване на Антарктика
| Години      | Име на откривател, изследовател                                                   | Направени открития и изследвания |
| ----------- | --------------------------------------------------------------------------------- | --- |
| 1522        | Хуан Себастиан де Елкано                                                          | Откриване на остров Амстердам (37°50′ ю. ш. 77°33′ и. д. / 37.833333° ю. ш. 77.55° и. д.) в южната част на Индийския океан |
| 1618        | Адриан де Вале                                                                    | Вторично откриване на остров Амстердам в южната част на Индийския океан |
| 1618        | Хавик Клаасзон ван Хилегом                                                        | Откриване на остров Сен Пол (38°44′ ю. ш. 77°31′ и. д. / 38.733333° ю. ш. 77.516667° и. д.) в южната част на Индийския океан |
| 1675        | Антъни де ла Роше                                                                 | Предполагаемо откриване на остров Южна Джорджия в южната част на Атлантическия океан |
| 1739        | Жан Батист Шарл Буве дьо Лозие                                                    | Откриване на остров Буве (54°25′ ю. ш. 3°21′ и. д. / 54.416667° ю. ш. 3.35° и. д.) в южната част на Атлантическия океан |
| 1772        | Ив Жозеф дьо Кергелен дьо Тремарек                                                | Откриване на архипелага Кергелен в южната част на Индийския океан |
| 1772        | Никола Тома Марион-Дюфрен (1729 – 1772)                                           | Откриване на о-вите Принц Едуард, в т.ч. остров Марион (46°55′ ю. ш. 37°45′ и. д. / 46.916667° ю. ш. 37.75° и. д.) и о-вите Крозе, в т.ч. остров Посесьон (46°25′ ю. ш. 51°46′ и. д. / 46.416667° ю. ш. 51.766667° и. д.) в южната част на Индийския океан |
| 1775        | Джеймс Кук                                                                        | Откриване на остров Южна Джорджия и малките острови Уилис и Кумер и скалите Кларк край него. Откриване на Южните Сандвичеви о-ви, в т.ч. островите Саут Туле (59°28′ ю. ш. 27°10′ з. д. / 59.466667° ю. ш. 27.166667° з. д.), остров Монтагю (58°24′ ю. ш. 26°20′ з. д. / 58.4° ю. ш. 26.333333° з. д.) и островите Кандълмас (57°04′ ю. ш. 26°42′ з. д. / 57.066667° ю. ш. 26.7° з. д.) |
| 1810        | Фредерик Хаселборо                                                                | Откриване на островите Кембъл (52°32′ ю. ш. 169°08′ и. д. / 52.533333° ю. ш. 169.133333° и. д.) и Макуори (54°36′ ю. ш. 158°53′ и. д. / 54.6° ю. ш. 158.883333° и. д.), разположени на юг от Нова Зеландия |
| 1819        | Уилям Смит                                                                        | Откриване на Южните Шетлъндски о-ви |
| 1819 – 1820 | Едуард Брансфийлд                                                                 | Откриване островите Елефант (вторично, 61°03′ ю. ш. 55°10′ з. д. / 61.05° ю. ш. 55.166667° з. д.) и Кларънс (вторично, 61°08′ ю. ш. 54°05′ з. д. / 61.133333° ю. ш. 54.083333° з. д.) от Южните Шетлъндски о-ви, протока Брансфийлд, отделящ ги от Антарктическия полуостров и остров Тауер (63°33′ ю. ш. 59°50′ з. д. / 63.55° ю. ш. 59.833333° з. д.) в южната част на протока |
| 1819 – 1821 | Фадей Белингсхаузен, Михаил Лазарев                                               | 1819: Откриване на о-вите Аненков (54°30′ ю. ш. 37°05′ з. д. / 54.5° ю. ш. 37.083333° з. д.), на югозапад от остров Южна Джорджия. 1820: Откриване на островите Лесков (56°40′ ю. ш. 28°12′ з. д. / 56.666667° ю. ш. 28.2° з. д.), Високи (56°42′ ю. ш. 27°12′ з. д. / 56.7° ю. ш. 27.2° з. д.) и Завадовски (56°20′ ю. ш. 27°35′ з. д. / 56.333333° ю. ш. 27.583333° з. д.) в Южните Сандвичеви о-ви. Откриване на Антарктида на 16 (28 януари) 1820, на 69°21′28″ ю. ш. 2°14′50″ з. д. / 69.357778° ю. ш. 2.247222° з. д. (района на съвременния шелфов ледник Белингсхаузен). 1821: Откриване на островите Петър I (68°50′ ю. ш. 90°30′ з. д. / 68.833333° ю. ш. 90.5° з. д.) и Земя Александър I. Вторично откриване на островите Гринуич (62°30′ ю. ш. 59°50′ з. д. / 62.5° ю. ш. 59.833333° з. д.), Ливингстън (62°35′ ю. ш. 60°30′ з. д. / 62.583333° ю. ш. 60.5° з. д.), Робърт (62°24′ ю. ш. 59°32′ з. д. / 62.4° ю. ш. 59.533333° з. д.), Нелсън (62°18′ ю. ш. 59°05′ з. д. / 62.3° ю. ш. 59.083333° з. д.), Кинг Джордж (62°00′ ю. ш. 58°26′ з. д. / 62° ю. ш. 58.433333° з. д.), и Смит (62°57′ ю. ш. 62°30′ з. д. / 62.95° ю. ш. 62.5° з. д.), Гибс (61°30′ ю. ш. 55°33′ з. д. / 61.5° ю. ш. 55.55° з. д.), Сноу (62°45′ ю. ш. 61°26′ з. д. / 62.75° ю. ш. 61.433333° з. д.), Елефант и Кларънс от Южните Шетлъндски о-ви |
| 1820        | Натаниъл Палмър                                                                   | Откриване на остров Тринити в южната част на протока Брансфийлд, край бреговете на Антарктическия полуостров |
| 1821        | Джордж Пауел, Натаниъл Палмър                                                     | Откриване на Южните Оркнейски о-ви (60°40′ ю. ш. 45°30′ з. д. / 60.666667° ю. ш. 45.5° з. д.), в т.ч. островите Коронейшън и Лори |
| 1823        | Джеймс Уедъл                                                                      | Откриване на море Уедъл и рекордно плаване на юг до 74°15′ ю. ш. 34°17′ з. д. / 74.25° ю. ш. 34.283333° з. д.. Изследване на Южните Шетлъндски о-ви и Южните Оркнейски о-ви |
| 1831 – 1832 | Джон Биско                                                                        | Откриване на част от крайбрежието на Антарктида – Земя Ендърби (38°30’ – 60° и.д.) с връх Биско (1831). Откриване на остров Аделейд (67°12′ ю. ш. 68°30′ з. д. / 67.2° ю. ш. 68.5° з. д., на североизток от Земя Александър I), о-вите Биско (66°00′ ю. ш. 66°00′ з. д. / 66° ю. ш. 66° з. д.) и п-ов Палмер (72°30′ ю. ш. 63°00′ з. д. / 72.5° ю. ш. 63° з. д., в южната част на Земя Греъм) |
| 1833        | Питър Кемп                                                                        | Откриване на част от крайбрежието на Антарктида – Бряг Кемп (56° – 59º40’ и.д.) |
| 1838        | Жул Дюмон-Дюрвил                                                                  | Откриване на островите Жуенвил (63°13′ ю. ш. 55°40′ з. д. / 63.216667° ю. ш. 55.666667° з. д.) и Астролабия (63°16′ ю. ш. 58°45′ з. д. / 63.266667° ю. ш. 58.75° з. д.) и Земя Луи Филип (63°14’ – 63º58’ ю.ш., 57°02’ – 59º50’ з.д.) на Антарктическия полуостров |
| 1839        | Джон Балени                                                                       | Откриване на островите Балени (близо до Южната полярна окръжност, на 163º20’ и.д.) и част от крайбрежието на Антарктида – Бряг Клари (129° – 136°15’ и.д.) и Бряг Сабрина (115°30’ – 122° и.д.) |
| 1840        | Жул Дюмон-Дюрвил                                                                  | Откриване на част от крайбрежието на Антарктида – Земя Адели (136°15’ – 142° и.д.) и Бряг Клари (вторично, 129° – 136°15’ и.д.) |
| 1840        | Чарлз Уилкс, Кедвелейдер Ринголд (1802 – 1867)                                    | Откриване на част от крайбрежието на Антарктида – Земя Уилкс (100° – 136º20’ и.д.), в т.ч. нос Кар (66°02′ ю. ш. 130°30′ и. д. / 66.033333° ю. ш. 130.5° и. д.), залива Порпес (66°45′ ю. ш. 128°30′ и. д. / 66.75° ю. ш. 128.5° и. д.) ледника Тотън (116º10’ и.д.), Бряг Бад (109° – 115º30’ и.д.), залива Винсенс (109º30’ и.д.), Бряг Нокс (100° – 109º и.д.) и шелфовия ледник Шакълтън |
| 1841 – 1842 | Джеймс Кларк Рос                                                                  | Януари-февруари 1841: Откриване на около 1000 км от крайбрежието на Антарктида – Земя Виктория (142º и.д. – 152º з.д.), в т.ч. нос Адер (71°17′ ю. ш. 170°06′ и. д. / 71.283333° ю. ш. 170.1° и. д.), планината Адмиралти с планинския масив Сабин (71°55′ ю. ш. 169°30′ и. д. / 71.916667° ю. ш. 169.5° и. д.), о-вите Посешън (71°50′ ю. ш. 171°10′ и. д. / 71.833333° ю. ш. 171.166667° и. д.), островите Коулмен (73°25′ ю. ш. 169°57′ и. д. / 73.416667° ю. ш. 169.95° и. д.) и Франклин (76°04′ ю. ш. 168°20′ и. д. / 76.066667° ю. ш. 168.333333° и. д.), вулканите Еребус (77°32′ ю. ш. 167°20′ и. д. / 77.533333° ю. ш. 167.333333° и. д.) и Тирър (77°30′ ю. ш. 168°40′ и. д. / 77.5° ю. ш. 168.666667° и. д.), двата разположени на остров Рос, отделен от континента от залива Макмърдо и ледената бариера Рос. Февруари 1842: Достигане до рекордна за времето си южна ширина в море Рос – 78º04’30” ю.ш. Декември 1842: Откриване на островите Етна (632°54′ ю. ш. 55°25′ з. д. / 632.9° ю. ш. 55.416667° з. д.), Паулета (63°34′ ю. ш. 55°46′ з. д. / 63.566667° ю. ш. 55.766667° з. д.), Дарвин (63°23′ ю. ш. 54°52′ з. д. / 63.383333° ю. ш. 54.866667° з. д.) и Джеймс Рос (64°12′ ю. ш. 57°48′ з. д. / 64.2° ю. ш. 57.8° з. д.) на североизток от Антарктическия полуостров |
| 1853        | Джон Хърд                                                                         | Откриване на остров Хърд (53°06′ ю. ш. 73°32′ и. д. / 53.1° ю. ш. 73.533333° и. д.) в южната част на Индийския океан |
| 1892 – 1893 | Уилям Брус                                                                        | Първи океанографски изследвания в северозападната част на море Уедъл и първо измерване на температурата на водата на различна дълбочина със специален дълбоководен обръщащ се термометър |
| 1893        | Карл Антон Ларсен                                                                 | Откриване на шелфовия ледник Ларсен (64º30’ – 70º ю.ш., 62º з.д.), островите Робъртсън (65°16′ ю. ш. 59°50′ з. д. / 65.266667° ю. ш. 59.833333° з. д.), Вейер (66°39′ ю. ш. 62°50′ з. д. / 66.65° ю. ш. 62.833333° з. д.) и Кристенсен (65°04′ ю. ш. 59°58′ з. д. / 65.066667° ю. ш. 59.966667° з. д.), п-ов Язон (66°15′ ю. ш. 62°00′ з. д. / 66.25° ю. ш. 62° з. д.) и Бряг Фойн (66° – 66º30’ ю.ш.) и проникване в море Уедъл до 68º10’ ю.ш. |
| 1895        | Карстен Борхгревинк                                                               | Първо стъпване на човешки крак на Антарктида в района на нос Адер |
| 1898        | Адриан Жерлаш дьо Гомери, Руал Амундсен, Фредерик Кук, Емил Раковица              | Изследване на северозападното крайбрежие на Антарктическия полуостров и откриване на планината Солвей (64°20′ ю. ш. 62°30′ з. д. / 64.333333° ю. ш. 62.5° з. д.), Брега Данко (65° ю.ш. 62° з.д.), островите Нансен (64°37′ ю. ш. 62°13′ з. д. / 64.616667° ю. ш. 62.216667° з. д.), Лиеж (64°08′ ю. ш. 62°04′ з. д. / 64.133333° ю. ш. 62.066667° з. д.) и Бруклин (64°35′ ю. ш. 62°20′ з. д. / 64.583333° ю. ш. 62.333333° з. д.), протока Жерлаш, отделящ Антарктическия полуостров от архипелага Палмър и архипелага Палмър (64° ю.ш. 63° з.д.) |
| 1899 – 1900 | Карстен Борхгревинк                                                               | Първо зимуване на брега на Антарктида в района на нос Адер, изследване на ледената бариера Рос, откриване на Китовия залив и първо проникване във вътрешността на континента до 78º50’ ю.ш. |
| 1902        | Ерих фон Дригалски                                                                | Откриване на част от крайбрежието на Антарктида – Земя Вилхелм ІІ (88° – 92º и.д.), в т.ч. изгасналия вулкан Гаус (66°48′ ю. ш. 89°12′ и. д. / 66.8° ю. ш. 89.2° и. д.), Западния шелфов ледник и залива Посадовски (66°47′ ю. ш. 89°00′ и. д. / 66.783333° ю. ш. 89° и. д.). Първо изследване на Антарктида от въздуха с балон |
| 1902        | Ото Норденшелд, Карл Антон Ларсен                                                 | Откриване и изследване на около 400 км от шелфовия ледник Ларсен (на източното крайбрежие на Антарктическия полуостров) между 64º22’ и 67º ю.ш. и откриване на Бряг Норденшелд (63º50’ – 64º40’ ю.ш.) и Бряг Оскар ІІ (64º45’ – 66º ю.ш.) |
| 1902 – 1903 | Робърт Скот, Ърнест Шакълтън, Едуард Уилсън                                       | 1902: Проследяване и изследване на цялото крайбрежие на Земя Виктория и ледената бариера Рос. Откриване на п-ов Земя Едуард VІІ (77°40′ ю. ш. 154°30′ з. д. / 77.666667° ю. ш. 154.5° з. д.), ледниците Кьотлиц (78°30′ ю. ш. 164°00′ и. д. / 78.5° ю. ш. 164° и. д.) и Ферар (77°50′ ю. ш. 162°00′ и. д. / 77.833333° ю. ш. 162° и. д.), остров Уайт (78°10′ ю. ш. 167°30′ и. д. / 78.166667° ю. ш. 167.5° и. д.) и връх Маркъм (82°52′ ю. ш. 161°20′ и. д. / 82.866667° ю. ш. 161.333333° и. д.). 1903: Откриване на ледения език Дригалски (74º30’ – 75º30’ ю.ш., 162º40’ – 164º30’ и.д.), установяване, че Земя Виктория е плато с височина около 3000 м и изясняване, че ледената бариера Рос е северния край на гигантския шелфов ледник Рос, който се простира до 80° ю.ш. на юг |
| 1903 – 1904 | Уилям Брус                                                                        | 1903: Изследване на североизточната част на море Уедъл, флората и фауната на Южните Оркнейски о-ви и откриване на първата изследователска станция в Антарктика, която действа и понастоящем. 1904: Откриване на Земя Котс (76º30’ – 81º15’ ю.ш.) |
| 1904 – 1905 | Жан Батист Шарко                                                                  | Изследване на около 1000 км от западното крайбрежие на Антарктическия полуостров и откриване на островите Думер (64°52′ ю. ш. 63°35′ з. д. / 64.866667° ю. ш. 63.583333° з. д.) и Жубен (64°52′ ю. ш. 64°23′ з. д. / 64.866667° ю. ш. 64.383333° з. д.), архипелага Мелхиор (64°25′ ю. ш. 63°07′ з. д. / 64.416667° ю. ш. 63.116667° з. д.), п-ов Пастьор (64°06′ ю. ш. 62°25′ з. д. / 64.1° ю. ш. 62.416667° з. д.), Бряг Лубе (66º30’ – 68º ю.ш.) и „Земя Шарко“ (остров Шарко, 69°40′ ю. ш. 75°00′ з. д. / 69.666667° ю. ш. 75° з. д.), |
| 1908 – 1909 | Ърнест Шакълтън, Франсис Уайлд, Уилям Еджуърт Дейвид, Дъглас Моусън               | Откриване ледника Бирдмор (84°20′ ю. ш. 171°00′ и. д. / 84.333333° ю. ш. 171° и. д.), хребетите Куин Александра (83º30’ – 85º ю.ш., 161 – 171º и.д.) и Доминион (85 – 86º ю.ш., 163 – 170º и.д.) и ледника Дейвид (75°20′ ю. ш. 161°40′ и. д. / 75.333333° ю. ш. 161.666667° и. д.) и достигане на 9 януари 1909 на 179 км от Южния полюс, до 88º23’ ю.ш. Достигане на 16 януари 1909 до Южния магнитен полюс (Уилям Еджуърт Дейвид, Дъглас Моусън) |
| 1909        | Жан Батист Шарко                                                                  | Океанографски изследвания в море Белингсхаузен и откриване на остров Шарко (69°40′ ю. ш. 75°00′ з. д. / 69.666667° ю. ш. 75° з. д.) и залива Маргьорит (68°30′ ю. ш. 68°00′ з. д. / 68.5° ю. ш. 68° з. д.) по западното крайбрежие на Антарктическия полуостров |
| 1911        | Хари Пенел                                                                        | Откриване на Бряг Отс (156º – 166º и.д.) |
| 1911 – 1912 | Руал Амундсен                                                                     | Откриване на планината Куин Мод и хребета Принц Олаф в нея, ледниците Преструд и Лив и първо достигане до Южния полюс (14 декември 1911) |
| 1912        | Робърт Скот                                                                       | Вторично достигане до Южния полюс (17 януари 1912) |
| 1912        | Вилхелм Филхнер                                                                   | Откриване и изследване на Брега Луитполд (28° – 35º з.д.) и втория по големина на Земята шелфов ледник Филхнер |
| 1912 – 1913 | Дъглас Моусън, Сесил Мадиган                                                      | Откриване на залива Комонуелт, нос Дейвис, остров Дейвид, Бряг Джордж V (142° – 156º и.д.) с ледниците Мерц (67°20′ ю. ш. 145°00′ и. д. / 67.333333° ю. ш. 145° и. д.) и Нинис (67°20′ ю. ш. 147°00′ и. д. / 67.333333° ю. ш. 147° и. д.), залива Бъкли (68°25′ ю. ш. 148°30′ и. д. / 68.416667° ю. ш. 148.5° и. д.) и шелфовия ледник Кук (68°40′ ю. ш. 152°30′ и. д. / 68.666667° ю. ш. 152.5° и. д.) |
| 1912 – 1913 | Франсис Уайлд                                                                     | Откриване крайбрежието на Земя кралица Мери (88º – 100º и.д.), в т.ч. шелфовия ледник Шакълтън, море Дейвис, островите Масон и Хендерсън, п-ов Мелба (98º10’ и.д.), ледниците Скот (100º и.д.), Денман и Хелън, остров Дригалски (65°45′ ю. ш. 92°29′ и. д. / 65.75° ю. ш. 92.483333° и. д.) и о-вите Хасуел |
| 1915        | Ърнест Шакълтън, Франсис Уайлд                                                    | Откриване на Бряг Керд (20° – 28º з.д.) с шелфовия ледник Станкомб-Уилс (74°35′ ю. ш. 22°00′ з. д. / 74.583333° ю. ш. 22° з. д.) и ледниците Алан Макдонълд и Доусън Ламбтън (76°20′ ю. ш. 26°20′ з. д. / 76.333333° ю. ш. 26.333333° з. д.) |
| 1928 – 1930 | Ричард Ивлин Бърд, Лорънс Гулд, Пол Сайпъл                                        | Ричард Ивлин Бърд: Откриване на ледника Торна (86°20′ ю. ш. 153°00′ з. д. / 86.333333° ю. ш. 153° з. д.), платото Рокфелер (77°50′ ю. ш. 156°00′ з. д. / 77.833333° ю. ш. 156° з. д.), Брега Скот (73°30’ – 78º ю.ш.) и Земя Мери Бърд (110º – 158°20’ з.д.), хребетите Гросенор (85°40’ ю.ш.) и Хейнс, шелфовия ледник Салзбергер и залива Салзбергер, планината Едсел Форд (77°30′ ю. ш. 142°50′ з. д. / 77.5° ю. ш. 142.833333° з. д.) и залива Блок. Първо достигане до Южния полюс със самолет (28 ноември 1929). Лорънс Гулд: Откриване на „остров“ Рузвелт (79°00′ ю. ш. 162°00′ з. д. / 79° ю. ш. 162° з. д.), картиране на над 300 км от източния бряг на шелфовия ледник Рос – Брега Гулд (83°30’ – 85º30’ ю.ш.), изследване и картиране на над 300 км от северния склон на планината Куин Мод и откриване на ледниците Леверет, Скот и Амундсен |
| 1928 – 1930 | Джордж Хуберт Уилкинс                                                             | Първи полет със самолет над Антарктида (20 декември 1928) и достигане до 71°20′ ю. ш. 64°15′ з. д. / 71.333333° ю. ш. 64.25° з. д.. Изследване на п-ов Земя Греъм (Антарктически полуостров), в т.ч. огромния шелфов ледник Ларсен и вътрешното плато и откриване на част от източния бряг, в т.ч. остров Хърст (69°25′ ю. ш. 62°12′ з. д. / 69.416667° ю. ш. 62.2° з. д.). 1929 – 1930: Изследване на море Белингсхаузен, полет с хидросамолет над Западна Антарктида и откриване, че „Земя Шарко“ не е част от континента, а неголям остров |
| 1929 – 1931 | Ялмар Рисер-Ларсен                                                                | Откриване на над 2 хил. км от бреговата линия на Антарктида. 1929: Откриване на залива Амундсен (67°00′ ю. ш. 50°00′ и. д. / 67° ю. ш. 50° и. д.). 1930: Откриване на Земя кралица Мод (28º з.д. – 38º и.д.), Бряг принцеса Марта (3º 30` и.д. – 20º з.д.), Бряг принц Олаф (40º – 48º и.д.), нос Норвегия (71°18′ ю. ш. 12°13′ з. д. / 71.3° ю. ш. 12.216667° з. д.) и на югозапад от него Тюленовия залив. 1931: Откриване на Бряг принцеса Ранхилда (20º – 33º 30` и.д.), п-ов Рисер-Ларсен (34º и.д.) и залива Лютцов-Холм (38º и.д.) |
| 1930 – 1931 | Дъглас Моусън                                                                     | 1930: Изследване и картиране на значителна част от крайбрежието на Антарктида между 59°40’ и 73° и.д. – Земя Макробъртсън. Откриване на остров Прокламейшън (65°50′ ю. ш. 53°40′ и. д. / 65.833333° ю. ш. 53.666667° и. д.), планините Скот (50º – 52º и.д.), връх Масон (67°50′ ю. ш. 62°45′ и. д. / 67.833333° ю. ш. 62.75° и. д.), Бряг Моусън (59º40’ – 67º и.д.) и Бряг Кемп (56º – 59º40’ и.д.). 1931: Изследване на Бряг Джордж V (142° – 156° и.д.). Откриване и изследване на части от крайбрежието между 130° и 122° и.д. – Бряг БАНЗАРЕ (122º – 129º и.д.), остров Боумън (65°12′ ю. ш. 103°00′ и. д. / 65.2° ю. ш. 103° и. д.), Земя принцеса Елизабет (73º – 88º и.д.), залива Маккензи (68°00′ ю. ш. 71°00′ и. д. / 68° ю. ш. 71° и. д.) с входните носове Дарнли и Еймъри, планината Фрамнес (68°00′ ю. ш. 62°30′ и. д. / 68° ю. ш. 62.5° и. д.) и о-вите Колбек (67°23′ ю. ш. 61°00′ и. д. / 67.383333° ю. ш. 61° и. д.) |
| 1930 – 1931 | Клариус Антон Микелсен                                                            | Откриване на Бряг Ларс Кристенсен (67º – 70º и.д.) |
| 1930 – 1931 | Гак Галворсен                                                                     | Откриване на Бряг принцеса Астрид (3º30’ – 20º и.д.) |
| 1933 – 1935 | Ричард Ивлин Бърд, Пол Сайпъл                                                     | Ричард Ивлин Бърд-1933 – 1934: Изследване крайбрежието на Земя Мери Бърд (110º – 158°20’ з.д.); 1934 – 1935: Откриване на планината Хорлик (86°00′ ю. ш. 120°00′ з. д. / 86° ю. ш. 120° з. д.), хребета Хал Флад и Брега Рупърт (140º – 146°20’ з.д.). Пол Сайпъл-1934: Откриване на платото Рокфелер (79 – 81º ю.ш. и 130 – 140º з.д.), ледения залив Преструд (80 – 81º ю.ш., 145 – 150º з.д.) и „острова-възвишение“ Рузвелт (79°20′ ю. ш. 162°00′ з. д. / 79.333333° ю. ш. 162° з. д.) |
| 1934 – 1935 | Ларс Кристенсен                                                                   | Откриване на Бряг Леополд и Астрид (80° – 88º и.д.) (1934). Откриване на залива Ранвик (69°04′ ю. ш. 77°45′ и. д. / 69.066667° ю. ш. 77.75° и. д.) с вливащия се в него ледник Ранвик, залива Прюдс (68°39′ ю. ш. 78°36′ и. д. / 68.65° ю. ш. 78.6° и. д.) и п-ов Лангнесет (68°20′ ю. ш. 78°14′ и. д. / 68.333333° ю. ш. 78.233333° и. д.) (1935) |
| 1935        | Линкълн Елсуърт                                                                   | Първи трансантарктически полет (23 ноември – 5 декември 1935) от остров Дънди (63°26′ ю. ш. 55°55′ з. д. / 63.433333° ю. ш. 55.916667° з. д.) до Китовия залив (78°30′ ю. ш. 164°28′ з. д. / 78.5° ю. ш. 164.466667° з. д.) и откриване на платото Холик-Кеньон, хребета Етернити, Земя Елсуърт (63º – 110° з.д.) и планината Елсуърт |
| 1935        | Клариус Антон Микелсен                                                            | Откриване на „оазиса“ Вестфол (68°35′ ю. ш. 78°20′ и. д. / 68.583333° ю. ш. 78.333333° и. д.) и Бряг Ингрид Кристенсен (73º – 80º и.д.) |
| 1936 – 1937 | Джон Раймил                                                                       | Откриване на шелфовите ледници Уорди (69°15′ ю. ш. 67°30′ з. д. / 69.25° ю. ш. 67.5° з. д.) и Джордж VІ (70 – 74º ю.ш., 67 – 78º з.д.) и изследване на централните части на Антарктическия полуостров |
| 1936 – 1937 | Ларс Кристенсен                                                                   | Откриване на залива Холмвик (67°30′ ю. ш. 62°30′ и. д. / 67.5° ю. ш. 62.5° и. д.), Бряг принц Харалд (33º30’ – 38º30’ и.д.), западното крайбрежие на залива Лютцов-Холм, заливите Вествик (69°15′ ю. ш. 32°45′ и. д. / 69.25° ю. ш. 32.75° и. д.) и Брейдвиг (70°15′ ю. ш. 24°15′ и. д. / 70.25° ю. ш. 24.25° и. д.) и планината Сьор-Рондона (72º ю.ш., 23 – 28º и.д.) и картиране на заливите Стефансон (67°20′ ю. ш. 59°08′ и. д. / 67.333333° ю. ш. 59.133333° и. д.) и Едуард VIII (66°50′ ю. ш. 57°15′ и. д. / 66.833333° ю. ш. 57.25° и. д.) |
| 1939        | Алфред Ричер                                                                      | Изследване на приморската полоса на Антарктида между 11º30’ з.д. и 20º и.д. с ширина между 400 – 500 км. Откриване на планините Дригалски 72°10′ ю. ш. 5°00′ и. д. / 72.166667° ю. ш. 5° и. д., Пайер 72°00′ ю. ш. 15°00′ и. д. / 72° ю. ш. 15° и. д., Хумболт, Мюлиг-Хофман (2º – 6º и.д.) и Свердрупфьолла (0º – 2º и.д.), масива Волтат 71°30′ ю. ш. 12°00′ и. д. / 71.5° ю. ш. 12° и. д., ледник Ютулстраумен и платото Ричер (5º з.д.), платото Вегенерисен (0º – 20º и.д.) и „оазиса“ Ширмахер 70°45′ ю. ш. 11°40′ и. д. / 70.75° ю. ш. 11.666667° и. д. |
| 1939 – 1941 | Ричард Ивлин Бърд, Пол Сайпъл, Глен Дайер, Ричард Блек, Артър Карол, Фин Роне     | Откриване и картиране на около 1300 км от бреговата линия на Антарктида. Пол Сайпъл – 1939: Откриване на залива Ригли (129º з.д.), остров Сайпъл с връх Сайпъл (73°20′ ю. ш. 124°50′ з. д. / 73.333333° ю. ш. 124.833333° з. д.); 1940: планината Екзекютив Комити (126º з.д.). Ричард Ивлин Бърд – 1940: Откриване на Брега Хобс (131° – 140º з.д.), остров Крузен (74°40′ ю. ш. 140°05′ з. д. / 74.666667° ю. ш. 140.083333° з. д.), хребета Колер, залива Пайн Айлънд (102º з.д.), Брега Уолгрин (100° – 110º з.д.) с групата ниски планини Хъдсън, Брега Ейтс (86° – 100º з.д.) с шелфовия ледник Еймс, планините Джонс и Уолкър, остров Търстън, шелфовия ледник Пабликейшън, ледниците Командан Шарко, Конгер, Полард Рекорд, Полард Тайс, Полард Форшунг и Полард Орбукен, п-ов Бетовен. Глен Дайер – 1940: Откриване на платото Дайер (на Антарктическия п-ов) и около 60 върха, в т.ч. доминиращият връх Джексън (71°27′ ю. ш. 63°47′ з. д. / 71.45° ю. ш. 63.783333° з. д.). Артър Карол – 1940: Откриване на залива Едит Роне, части от Брега Брайан (73° – 86° з.д.) и Брега Инглиш (72° – 76° з.д.) със залива Карол (73° ю. ш. 78° з. д. / 73° ю. ш. 78° з. д.) и нос Смайли (72°28′ ю. ш. 78°06′ з. д. / 72.466667° ю. ш. 78.1° з. д.). Ричард Блек – 1940: Откриване на около 300 км от източно крайбрежие на Антарктическия полуостров между 70° и 73° ю.ш. – Брега Блек (70°30’ – 72°55’ ю.ш.). Други участници – 1940: Откриване на ледника Уейд (84°40′ ю. ш. 175°00′ з. д. / 84.666667° ю. ш. 175° з. д.), островите Долеман (70°40′ ю. ш. 60°45′ з. д. / 70.666667° ю. ш. 60.75° з. д.), Стийл (71°00′ ю. ш. 60°40′ з. д. / 71° ю. ш. 60.666667° з. д.) и Уилкинс (69°30′ ю. ш. 62°00′ з. д. / 69.5° ю. ш. 62° з. д.), планината Уилкинс (69°30′ ю. ш. 62°00′ з. д. / 69.5° ю. ш. 62° з. д.) и др. Фин Роне – 1940 – 1941: Изследване на целия шелфов ледник Джордж VI (между Антарктическия п-ов на изток и Земя Александър I на запад) и вторично откриване на залива Едит Роне и Брега Инглиш (72° – 76º з.д.) |
| 1946 – 1947 | Ричард Ивлин Бърд, Джордж Дуфек, Дейвид Бангер и др.                              | Аерофотозаснемане на бреговата полоса в сектора от 165° до 65° и.д. и изработване на карта на заснетия район. Откриване на платото Американ Хайлънд (73° – 81º и.д.), ледника Реник (160° – 161º и.д.), северната част на меридионалния хребет Юсарп (Арктик Инститют), ледника Дибъл (134º 36’ и.д.), заливите Пери (132º45’ и.д.), Полдинг (123º30’ и.д.), Хенри (120º35’ и.д.) и Винсенс (вторично, 109º и.д.), ледниците Долтън (121º40’ и.д.) и Тотън (вторично, 116º10’ и.д.), планината Принц Чарлз (62° – 68º20’ и.д.), ледника Ламберт (65° – 71º15’ и.д.), „оазисите“ Бангер (66°13′ ю. ш. 100°47′ и. д. / 66.216667° ю. ш. 100.783333° и. д.) и Грирсон (66°19′ ю. ш. 110°38′ и. д. / 66.316667° ю. ш. 110.633333° и. д.). Аерофотозаснемане на бреговата полоса в сектора от 130° до 70° з.д. и изработване на карта на заснетия район. Картиране на залива Пайн Айлънд (102º з.д.), покритите с лед полуострови Кинг и Канистио, неголям шелфов ледник и залив между тях и уточняване очертанията на източната част на Брега Уолгрин. Откриване на остров Бер (110º30’ з.д.) и п-ов Мартин (114º30’ з.д.) |
| 1946 – 1947 | Владимир Воронин                                                                  | Хидрографски изследвания в северната част на море Уедъл |
| 1947 – 1948 | Фин Роне, Джеймс Ласитер, К. Пирс-Бътлър                                          | Фин Роне и Джеймс Ласитер – ноември 1947: Изследване на южната част на шелфовия ледник Ларсен. Откриване на шелфовия ледник Едит Роне (75° – 82º ю.ш., 47° – 83º з.д.), п-ов Додсън (75°20′ ю. ш. 63°35′ з. д. / 75.333333° ю. ш. 63.583333° з. д.), леденото плато Йорг и планината Хасидж. декември 1947: Откриване на още 400 км от шелфвия ледник Едит Роне, залива Гулд (78°00′ ю. ш. 44°30′ з. д. / 78° ю. ш. 44.5° з. д.) и Земя Едит Роне (79° – 82º ю.ш., 35° – 82º з.д.). К. Пирс-Бътлър – 1947 – 1948: Откриване на Бряг Ласитер (72º55’ – 75º09’ ю.ш.) и п-ов Смит (74°22′ ю. ш. 61°20′ з. д. / 74.366667° ю. ш. 61.333333° з. д.) |
| 1948 – 1950 | Вивиан Фукс                                                                       | Топографски картирания и геоложки изследвания по западното крайбрежие на Антарктическия полуостров |
| 1950 – 1952 | Юн Евер                                                                           | Норвежко-британско-шведска антарктическа експедиция: Топографски картирания и физикогеографски изследвания по крайбрежието и във вътрешността на Бряг принцеса Марта (3º 30` и.д. – 20º з.д.) |
| 1950 – 1953 | Андре-Франк Лиотер и други                                                        | Френска антарктическа експедиция: Топографски картирания и физикогеографски изследвания по крайбрежието и във вътрешността на Земя Адели |
| 1954 – 1956 | Филип Лоу, Робърт Даверс, Джон Ситън и други                                      | Австралийска антарктическа експедиция: Топографски картирания и физикогеографски изследвания по крайбрежието и във вътрешността на Земя Макробъртсън (59° 40` – 73° и.д.). Откриване на планината Принц Чарлз (70° 30` – 73° 15` ю.ш., 62° – 68° 20` и.д.) и ледения обрив Моусън (69º и.д.) и изследване на „оазиса“ Вестфол (68°35′ ю. ш. 78°20′ и. д. / 68.583333° ю. ш. 78.333333° и. д.) |
| 1955 – 1956 | Джордж Дуфек                                                                      | Американска антарктическа експедиция „Операция Дипфрийз I“: Откриване на планината Пенсакола (82° – 85° ю.ш., 45° – 60° з.д.), в т.ч. четири мощни хребета, включително Форестал и Нептун. |
| 1956        | Михаил Сомов                                                                      | 1-ва Съветска антарктическа експедиция: Топографски картирания и физикогеографски изследвания по крайбрежието и във вътрешността на Бряг Правда (88º – 100º и.д.). Уточняване положението и конфигурацията на шелфовия ледник Шакълтън и откриване заливите Малигинци (99º и.д.) и Миловзоров (102º и.д.) и Западния шелфов ледник със заливите Карелин (85º и.д.) и Николаев (83º 35` и.д.) и п-ов Челюскинци между тях, ледения купол Завадовски (86º 24` и.д.), ледника Таймир (83º и.д.), ледника Чугунов (163º и.д.), ледника Кисельов (102º 57` и.д.), п-ов Крилов (156º 10` и.д.), ледника Куприянов (93º 20` и.д.), ледения купол Михайлов (95º 28` и.д.) и ледения купол Новосилски (100º 35` и.д.). Създаване на полярните станции „Мирни“ (13 февруари 1956), „Пионерска“ (27 май 1956) и „Оазис“ (15 октомври 1956) |
| 1956 – 1957 | Джордж Дуфек, Пол Сайпъл, Фин Роне                                                | Американска антарктическа експедиция „Операция Дипфрийз II“: Първо кацане на самолет на Южния полюс (31 октомври 1956) и създаване на американска полярна станция „Амундсен-Скот“ (12 февруари 1957) на полюса с началник Пол Сайпъл, станция „Бърд“ (23 декември 1956) на Земя Мери Бърд, станция „Уилкс“ (1 февруари 1957) на Брега Нокс (100° – 109° и.д.) и станция „Елсуърт“ (11 февруари 1957) на брега на залива Гулд с ръководител Фин Роне |
| 1956 – 1958 | Алексей Фьодорович Трешников                                                      | 2-ра Съветска антарктическа експедиция: Топографско заснемане и картиране на Брега Правда и на крайбрежието между 78° и 44° и.д. откриване на п-ов Сакелари (49° и.д.) и залива Алашеев (46° и.д.). Създаване на станциите „Комсомолска“ (7 март 1957, 74°05′ ю. ш. 97°29′ и. д. / 74.083333° ю. ш. 97.483333° и. д.) и „Восток“ (16 декември 1957) |
| 1957        | Чарлз Бентли                                                                      | Американска антарктическа експедиция: Изследване на Земя Мери Бърд. Около 75º ю.ш. (между 117 и 112º з.д.), на 19 ноември 1957 Откриване и картиране на няколко хребета (около 75º ю.ш., между 117° и 112º з.д.) с дължина 65 – 70 км – Крери, Тони и изгасналия вулкан Такахе. Първо пресичане на платото Холик-Кеньон и откриване на равнината Бърд и върховете Джонс (79°37′ ю. ш. 90°00′ з. д. / 79.616667° ю. ш. 90° з. д.) и Уулард (80°33′ ю. ш. 96°00′ з. д. / 80.55° ю. ш. 96° з. д.) |
| 1957        | Фин Роне                                                                          | Откриване на „остров-възвишение“ Беркнер (79º ю.ш., 51º з.д.) на границата между шелфовите ледници Едит Роне на запад и Филхнер на изток |
| 1957 – 1958 | Вивиан Фукс, Едмънд Хилари, Робърт Холмс Милер                                    | Англо-новозеландска антарктическа експедиция: Първо трансантарктическо пресичане на континента от море Уедъл до море Рос през Южния полюс (24 ноември 1957 – 19 януари 1958). Откриване на ледниците Слесър (80°10’ ю.ш., 20°30’ – 30° з.д.) и Рековери (81°15’ ю.ш., 19°30’ – 36° з.д.) и планината Шакълтън с хребета Терън (79°05′ ю. ш. 28°15′ з. д. / 79.083333° ю. ш. 28.25° з. д.) в него, ледника Роб (82°30’ – 83°10’ ю.ш., 163° – 166° и.д.) и хребета Холанд (83° ю.ш., 166° з.д.) |
| 1957 – 1958 | Джордж Дуфек                                                                      | Американска антарктическа експедиция „Операция Дипфрийз III“: |
| 1957 – 1958 | Евгений Иванович Толстиков (1913 – 1987), Владимир Григориевич Корт (1913 – 1994) | 3-та Съветска антарктическа експедиция: Откриване на Съветското плато (76° – 84º ю.ш., 45° – 100º и.д.), подледените планини Гамбурцев и долината МГГ (55° – 80º и.д.). Достигнане до Полюса на относителната недостъпност (23 декември 1957). Първи трансконтинентален полет мо маршрут станция „Мирни“ – Южен полюс – станция „Макмърдо“ (24 октомври 1958). Аерофотозаснемане и картиране на крайбрежието между 110° и 116° и.д. Откриване на ледниците Воейков, Кучин, Обручев, Томилин и Матусевич, върховете Каврайски и Обручев, о-ви Полярна авиация, о-ви Спътници и планината Лазарев |
| 1958 – 1959 | Джордж Дуфек, Дейвид Тайри, Уилям Чепмен                                          | Американска антарктическа експедиция „Операция Дипфрийз IV“: Откриване на планината Тил (85º ю.ш., 90º з.д.), масива Форд, обрива Хавала (84º45’ ю.ш., 95° – 100º з.д.) и планината Уитмор с връх Силиг (82°28′ ю. ш. 104°00′ з. д. / 82.466667° ю. ш. 104° з. д.) |
| 1958 – 1960 | Александър Гаврилович Дралкин                                                     | 4-та Съветска антарктическа експедиция: Откриване на подледената равнина Шмидт (70° – 75º ю.ш., 90° – 120º и.д.) и Руските планини (70° – 72º ю.ш., 16° – 21º и.д.) |
| 1959 – 1961 | Е. С. Короткевич, Владимир Игоревич Бардин                                        | 5-а Съветска антарктическа експедиция: Детайлно изследване и картиране на Земя кралица Мод между 16º и.д. и 4º з.д, в т.ч. масива Волтат, планините Мюлиг-Хофман и Свердрупфелла и откриване на редица хребети в тях |
| 1959 – 1962 | Дейвид Тайри, Джон Пирит                                                          | Американска антарктическа експедиция „Операции Дипфрийз 60, 61 и 62“: Изследване на меридионалния вулканичен хребет Екзекютив Комити (126° з.д.). Изучаване на подледения релеф на Западна Антарктида между 130° и 140° з.д., подледената равнина Бърд и вътрешните райони на Земя Елсуърт. Изследване на хребета Сентинел (около 85° з.д.) и откриване на най-високата точка на Антарктида – връх Винсън (4982 м, 78°35′ ю. ш. 85°35′ з. д. / 78.583333° ю. ш. 85.583333° з. д. |
| 1961 – 1962 | В. М. Дриацки                                                                     | 6-а Съветска антарктическа експедиция: Отделяне в отделни морски басейни на южните части на Атлантическия и Индийския океан между 0° и 113° и.д. на следните морета: море Лазарев, море Рисер-Ларсен, море Космонавти, море Дружество и море Моусън |
| 1964        | Михаил Сомов                                                                      | 9-ва Съветска антарктическа експедиция: Откриване на Източната подледена равнина и подледената планина Вернадски |
| 1996 – 1997 | Бьорге Оуслан                                                                     | Първо трасантарктически пеши поход от море Уедъл до море Рос от 15 ноември 1996 до 17 януари 1997 |